# Тен Херкел, Антон
Антониюс Йозеф (Антон) тен Херкел (нидерл. Antonius Joseph "Antoon" ten Herkel; 15 мая 1893, Амстердам — 14 июня 1975, Берген), также известный как Манюс тен Херкел (нидерл. Manus ten Herkel) — нидерландский футболист, игравший на позиции опорного полузащитника, выступал за команды «Аякс» и ХФК.

## Спортивная карьера

### «Аякс»
В ноябре 1909 года Антон тен Херкел вступил в футбольный клуб «Аякс». На тот момент он проживал в центральной части Амстердама по адресу Амстел 326. В сезоне 1910/11 выступал за четвёртую команду «Аякса», за которую также играл вратарь Крис Винтерсховен. В начале сезона 1912/13 был в составе второй команды.
В основном составе дебютировал 21 марта 1913 года в товарищеской игре против английского «Далвич Хамлета», сыграв на позиции опорного полузащитника. Встреча на домашнем стадионе «Хет Хаутен» завершилась победой гостей со счётом 1:4. На следующий день он отправился с командой в Париж на пасхальный турнир клуба «Ред Стар». В полуфинале «Аякс» проиграл хозяевам турнира, а в матче за третье место одержал победу над командой Французской спортивной ассоциации. В мае принял участие в двух матчах Кубка Мёвсена в Амстердаме — против немецкого «Вердера» и английского «Вест Норвуда», заменив в стартовом составе Яна Схуварта. По оценке издания Het Sportblad, тен Херкел не смог полноценно заменить Яна Схуварта в средней линии полузащиты.
Помимо футбола, тен Херкел занимался лёгкой атлетикой. В июне 1913 года был кандидатом в легкоатлетический союз Нидерландов. В том же месяце принимал участие в ежегодных легкоатлетических соревнованиях «Аякса», а также был участником соревнований Амстердамского легкоатлетического объединения. В июле занял пятое место на дистанции 7000 метров на соревнованиях в Зволле. В сезоне 1913/14 продолжал играть за второй состав «Аякса». В январе 1914 года принял участие в товарищеском матче с французской командой «Париж», заменив Яна Схуварта, а в апреле вновь сыграл за основной состав на Кубке Мёвсена.

### ХФК Ден Хелдер
В августе 1914 года было объявлено, что тен Херкел согласился выступать за клуб ХФК из Ден-Хелдера. Согласно документам Футбольного союза Нидерландов, в этом клубе он был зарегистрирован по адресу Спортстрат 80 в Ден-Хелдере. В сентябре сыграл за свою новую команду против военных. Местное издание Helderse Courant высоко оценило его игру: «Он много работал, где бы ни угрожала опасность, он мог находить мяч во всех возможных и невозможных позициях. Благодаря его увлекательной игре военные смогли забить только один гол.». В октябре был уже капитаном команды. По итогам сезона ХФК занял шестое место в группе F западного дивизиона, который состоялся в рамках экстренного чемпионата во время Первой мировой войны.

### Возвращение в «Аякс»
В начале сезона 1915/16 вернулся в «Аякс». Первую игру во втором классе чемпионата Нидерландов провёл 7 ноября 1915 года против клуба «Аллен Вербар», сыграв вместо Йопа Пелсера. На выезде в Бюссюме амстердамцы сыграли вничью 3:3 — тен Херкел провёл игру неудачно, в одном из эпизодов он столкнулся со своим вратарём Герардом Зигелером, после чего хозяева поля забили гол. На протяжении сезона играл в основном за «Аякс 2», который стал победителем своей группы в резервном чемпионате второго класса.
В июне 1919 года отправился с первой командой в турне по странам Скандинавии. 24 июня попал в стартовый состав на матч со сборной Дании и сыграл в полузащите вместе с Йопом Пелсером и Яном Госеном. В гостях в Копенгагене его команда уступила со счётом 3:1. В начале сезона 1922/23 сыграл в товарищеском матче против «Блау-Вита», появившись в стартовом составе. В чемпионате Нидерландов тен Херкел дебютировал 4 февраля 1923 года в Гааге против местного клуба ХВВ; встреча завершилась вничью 2:2. В следующем туре против роттердамской «Спарты» он также появился на поле с первых минут. В перенесённом матче первого тура «Аякс» обыграл гостей с минимальным счётом 1:0, благодаря голу Вима Аддикса.
Позже выступал в составе небольшого клуба БСВ из города Берген. В 1930-е годы играл за одну команду вместе со своим сыном.
В мае 1966 года получил от руководства «Аякса» золотую булавку в честь 50-летнего членства в клубе.

## Личная жизнь

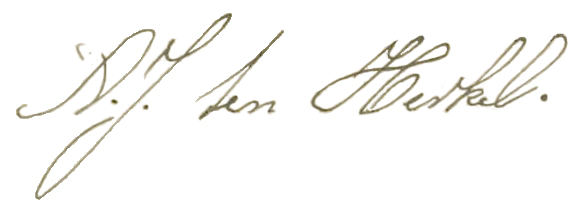
Автограф Антона тен Херкела.

Антон родился в мае 1893 года в Амстердаме. Отец — Хенрикюс Йозеф Йоханнес тен Херкел, мать — Катарина Сесилия Звартьес. Оба родителя были родом из Амстердама, они поженились в январе 1878 года — на момент женитьбы отец работал торговцем. Помимо него, в семье было ещё четверо детей: два сына и две дочери. Их дед Анри Жан тен Херкел был родом из бельгийского города Гент.
Женился в возрасте двадцати четырёх лет — его супругой стала 20-летняя Бербер Керкман, уроженка Амстердама. Их брак был зарегистрирован 21 февраля 1918 года в Амстердаме. На момент женитьбы работал столяром. В июне того же года у них родился сын по имени Хенрикюс Йоханнес (Ханс). С 1925 года проживал с семьёй в городе Берген. Его сын Ханс тоже стал футболистом, выступал за клуб БСВ Берген и резервный состав «Аякса».
Умер 14 июня 1975 года в возрасте 82 лет.